# Chariesthes insularis
Chariesthes insularis là một loài bọ cánh cứng trong họ Cerambycidae.